# 杜哈梅积分
在振动理论中，杜哈梅积分（Duhamel's integral）是求解线性系统在任意外载激励下响应的一种方法。

## 概要介绍

### 问题背景
受随时间变化的外载p(t)和粘性阻尼作用下的线性单自由度（SDF）系统的运动方程是一个二阶常微分方程，可写为
{\displaystyle m{\frac {d^{2}x(t)}{dt^{2}}}+c{\frac {dx(t)}{dt}}+kx(t)=p(t)}
其中m为等效振子的质量，x代表系统振幅，t代表时间，c是粘性阻尼系数，k是系统刚度。
若初始静止于平衡位置的系统在t=0时刻受到一个单位冲击载荷作用，即p(t)是一个狄拉克δ函数δ(t)，{\displaystyle x(0)=\left.{\frac {dx}{dt}}\right|_{t=0}=0}，可以解得系统响应（称为单位脉冲响应函数）为
{\displaystyle h(t)={\begin{cases}{\frac {1}{m\omega _{d}}}e^{-\varsigma \omega _{n}t}\sin \omega _{d}t,&t>0\\0,&t<0\end{cases}}}
其中{\displaystyle \varsigma ={\frac {c}{2m\omega _{n}}}}称为系统的阻尼比，{\displaystyle \omega _{n}}是系统在无阻尼状态下振动的固有圆频率，{\displaystyle \omega _{d}=\omega _{n}{\sqrt {1-\varsigma ^{2}}}}是系统在当前存在的阻尼c作用下的实际振动圆频率。推广到任意时刻τ时受到冲击载荷{\displaystyle \delta (t-\tau )}作用的脉冲响应为
{\displaystyle h(t-\tau )={\frac {1}{m\omega _{d}}}e^{-\varsigma \omega _{n}(t-\tau )}\sin[\omega _{d}(t-\tau )]}，{\displaystyle t\geq \tau }

### 结论导出
将任意载荷p(t)视为一系列脉冲激励的迭加：
{\displaystyle p(t)\approx \sum {p(\tau )\cdot \Delta \tau \cdot \delta }(t-\tau )}
那么根据线性性质可知，系统的响应同样可以表示成对这一系列脉冲激励的响应函数的迭加：
{\displaystyle x(t)\approx \sum {p(\tau )\cdot \Delta \tau \cdot h}(t-\tau )}
在{\displaystyle \Delta \tau \to 0}时，连续求和转化为积分，此时上面的等式是严格成立的
{\displaystyle x(t)=\int _{0}^{t}{p(\tau )h(t-\tau )d\tau }}
将h(t-τ)的表达式代入即得杜哈梅积分的一般形式：
{\displaystyle x(t)={\frac {1}{m\omega _{d}}}\int _{0}^{t}{p(\tau )e^{-\varsigma \omega _{n}(t-\tau )}\sin[\omega _{d}(t-\tau )]d\tau }}